# Dicheranthus
Dicheranthus é um género botânico pertencente à família Caryophyllaceae. É endémico das Canárias.